# Отрар (село)
Отра́р (каз. Отырар) — село у складі Отирарського району Туркестанської області Казахстану. Входить до складу Каргалинського сільського округу.
Населення — 1496 осіб (2021; 1354 у 2009, 1366 у 1999, 1373 у 1989).